# Kaczorów (województwo dolnośląskie)
Kaczorów (niem. Ketschdorf) – wieś w Polsce położona w województwie dolnośląskim, w powiecie jaworskim, w gminie Bolków, przy drodze krajowej nr 5. W odległości około 2 km od wsi, na północnych stokach góry Turzec ma swoje źródło Kaczawa.

## Warunki naturalne
Wieś położona w Sudetach Zachodnich, w centrum Gór Kaczawskich pomiędzy Grzbietem Południowym z Górami Ołowianymi a Grzbietem Wschodnim. Okolice zbudowane ze skał metamorficznych – głównie zieleńców i fyllitów należących do metamorfiku kaczawskiego oraz czwartorzędowych skał osadowych – glin, piasków i żwirów.
W odległości około 2 km od wsi, na północnych stokach góry Turzec ma swoje źródło Kaczawa.

## Nazwa

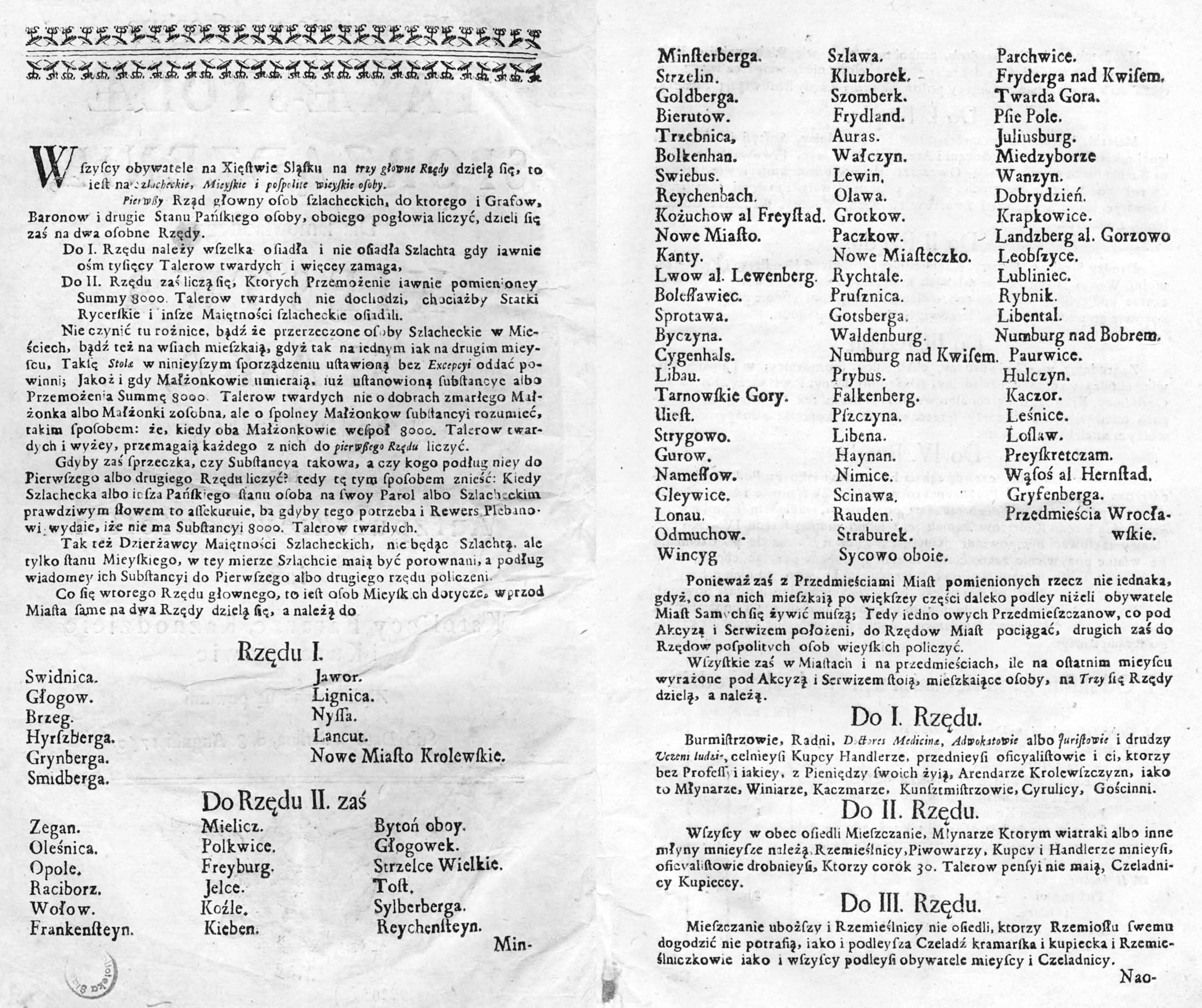
Kaczor wśród innych nazw śląskich miejscowości w urzędowym pruskim dokumencie z roku 1750 wydanym w języku polskim w Berlinie.

Wieś wzmiankowana po raz pierwszy w roku 1240 jako Rutengerisdorf. W średniowiecznym dokumencie z roku 1311 wymieniona jest jako Kyczdorf, a Kaczindorf w roku 1412. W roku 1750 nazwa „Kaczor” wymieniona jest w języku polskim przez Fryderyka II pośród innych śląskich miejscowości w zarządzeniu urzędowym wydanym dla mieszkańców Śląska.

## Historia
W latach 1471–1529 pozostawała w rękach rodziny von Zedlitz. W roku 1748 wybudowano ewangelicki dom modlitwy, który nabożeństwa odbywały się do końca II wojny światowej.
15 sierpnia 1896 otworzono we wsi stację kolejową (peron o długości 140 m). 1 października 1932 Kaczorów został włączony do powiatu jeleniogórskiego. Przed rokiem 1945 wioska była znanym miejscem wypoczynkowym – w roku 1937 istniało tutaj 7 zajazdów i moteli (64 miejsca noclegowe) oraz 15 kwater prywatnych (56 miejsc noclegowych).
W roku 1945 wieś została włączona do Polski. Jej dotychczasowych mieszkańców wysiedlono do Niemiec. Pod koniec lat 90. XX wieku zamknięta została linia kolejowa przechodząca przez wieś.
W latach 1945–1954 siedziba gminy Kaczorów. W latach 1954–1972 wieś należała i była siedzibą władz gromady Kaczorów. W latach 1975–1998 miejscowość administracyjnie należała do województwa jeleniogórskiego.

## Historyczne nazwy

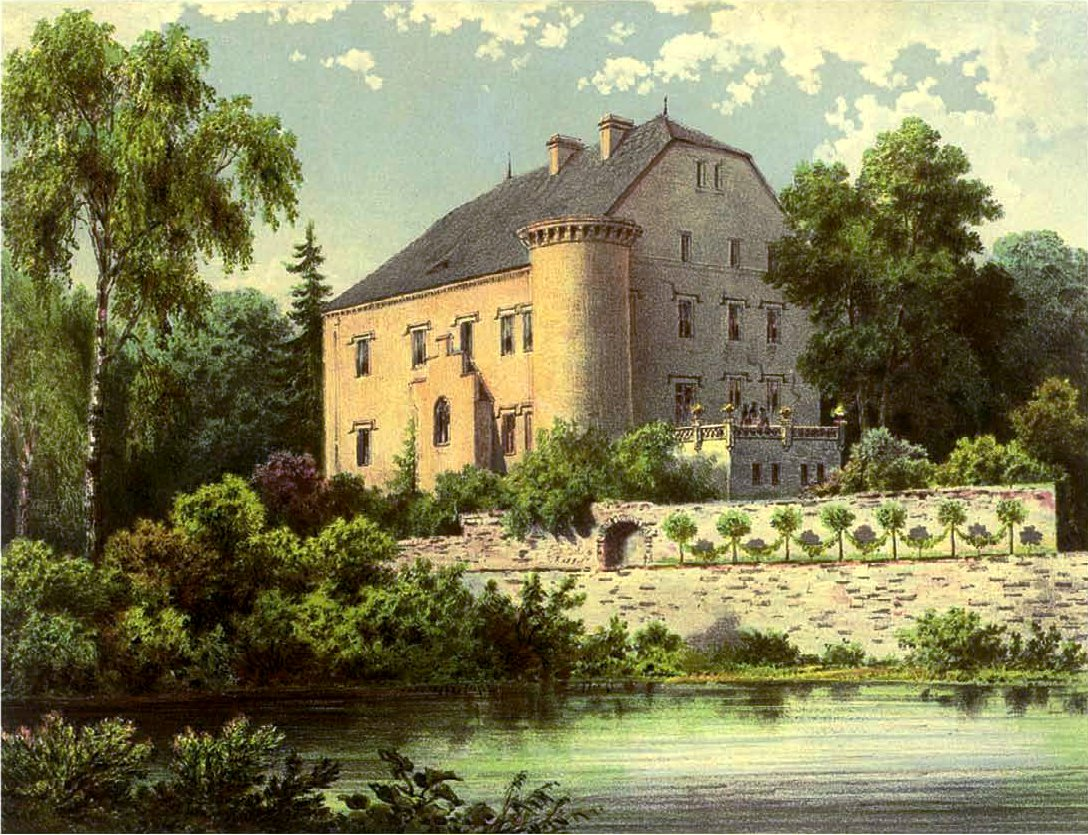
Rittergut Ketschdorf, Alexander Duncker

- Rutengerisdorf
- Kyczdorf
- Kytzsdorf
- Katzdorf
- Kaczindorf
- Keitschdorf
- Katschdorf
- Ketschdorf
- Kaczanów (1945)
- Kaczorów (obecnie)

## Zabytki
Do wojewódzkiego rejestru zabytków wpisane są :
- kościół parafialny pw. św. Mikołaja z 1311 r. – XIV–XVIII w.; na jego murze znajduje się pięć płyt nagrobnych rodziny von Zedlitz z XVI wieku i XVII wieku
- cmentarz katolicki przy kościele pw. św. Mikołaja
- cmentarz ewangelicki, z drugiej połowy XIX wieku
- zespół pałacowy, ul. Pollaka 4:
  - pałac, z 1561 roku, przebudowany w drugiej połowy XIX wieku; obecnie znajduje się w nim szkoła
  - park przy pałacu, z drugiej połowy XIX wieku.

Inne obiekty: 
- Kościół pomocniczy bł. Karoliny Kózkówny, dawny ewangelicki

## Inne atrakcje
W Kaczorowie funkcjonuje jeden zajazd. Do innych atrakcji turystycznych można zaliczyć:
- Źródło Kaczawy
- Jaskinia Imieninowa (odkryta w roku 2000), jedyna w Polsce jaskinia utworzona w łupkach zieleńcowych (z niewielkim wkładami skał węglanowych). Ma 170 m długości i 58 m głębokości. W jej pobliżu znajdują się aktywne złoża termalne. Sama jaskinia powstała w wyniku działania wód termalnych. Należy się jej ochrona (stalaktyty, heliktyty i szczotka kalcytowa).
- Jezioro Kaczorowskie (zbiornik retencyjny w Okrajniku)

## Stowarzyszenia i związki
- Ochotnicza Straż Pożarna w Kaczorowie